# Gösta Lindskog

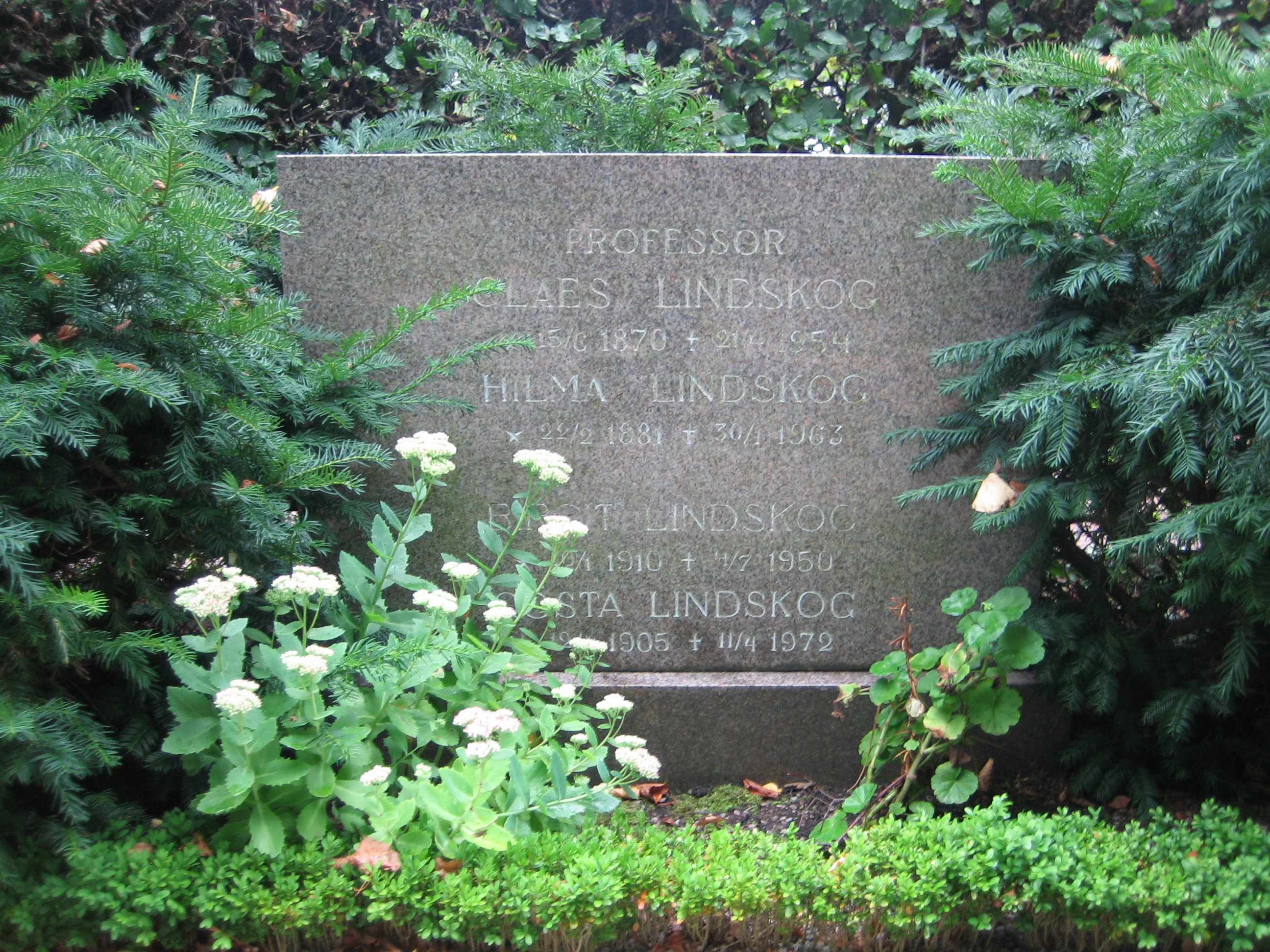
Gösta Lindskogs grav (överst på stenen föräldrarnas namn).

Gösta Lindskog, född 12 april 1905 i Lund, död 11 april 1972 i Upplands Väsby, var en svensk redaktör.
Lindskog var son till professor Claes Lindskog (1870–1954) och Hilma Scholander (1881–1963), samt bror till borgmästaren i Varberg Axel Lindskog och bankdirektören Claes Lindskog. Han tog reservofficersexamen 1929 och blev kapten i reserven 1941, tog filosofisk ämbetsexamen vid Lunds universitet 1930 samt blev politisk medarbetare vid Östgöta Correspondenten 1932 och vid Sydsvenska Dagbladet Snällposten 1933. År 1934 var han med och bildade Ungsvenska Studentföreningen i Lund och blev dess förste ordförande. Lindskog satt i stadsfullmäktige i Stockholm 1945–1946. Han studerade i Danmark, Norge och Finland som Statens samhälls- och rättsvetenskapliga forskningsråds stipendiat 1955 och 1956. Gösta Lindskog är begravd på Norra kyrkogården i Lund.